# Das Wunder von Berlin
Das Wunder von Berlin (br: O Milagre de Berlim) é um telefilme alemão de 2008 dirigido por Roland Suso Richter e escrito por Thomas Kirchner, baseado em registros do ex-soldado da NVA Tilo Koch. O filme se passa no período que vai do verão de 1988 até a queda do Muro de Berlim, em Berlim Oriental.

## Sinopse
Trabalhando como um agente do serviço de segurança do Estado, Jürgen Kaiser é fiel à linha do partido, mas preocupado com seu filho Marco, um punk. Quando ele é preso depois de um show, Marco é forçado a se juntar ao exército, onde surpreendentemente identifica com o socialismo e acredita que ele tem para defender seu país contra o inimigo capitalista. Enquanto Jürgen fica surpreso, sua esposa Hanna e sua namorada Anja do Marco, apoiando o movimento dos direitos civis, não gosta de sua nova atitude.

## Elenco
- Kostja Ullmann	...	Marco Kaiser
- Karoline Herfurth	...	Anja Ahrendt
- Veronica Ferres	...	Hanna Kaiser
- Heino Ferch	...	Jürgen Kaiser
- Michael Gwisdek	...	Walter Kaiser
- André Hennicke	...	Heinrich Wolf
- Gesine Cukrowski	...	Marion Niemann
- Tino Mewes	...	Moskau

## Recepção
O filme marcou uma audiência de 21,5% de rating, o que equivale a 8,01 milhões de telespectadores. Além disso, foi indicado a diversos prêmios, entre eles o 36th International Emmy Awards na categoria "Telefilme/Mini-Series".